# Medetera platythrix
Medetera platythrix är en tvåvingeart som beskrevs av Daniel J. Bickel 1985. Medetera platythrix ingår i släktet Medetera och familjen styltflugor.
Artens utbredningsområde är Colorado. Inga underarter finns listade i Catalogue of Life.